# Tyfonen Keith

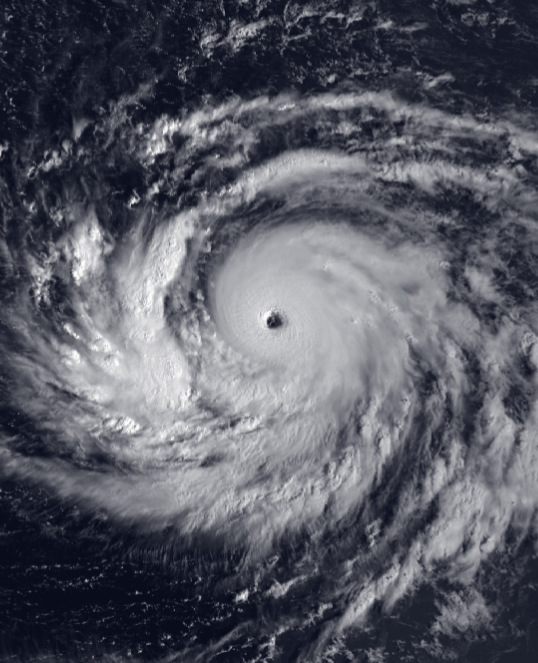
Tyfonen Keith 31 oktober.

Tyfonen Keith är det officiella namnet på ett av de allra kraftigaste tropiska oväder (tropisk cyklon) som någonsin registrerats. 
Tyfonen/orkanen som drog fram över västra Stilla havet i månadsskiftet oktober/november 1997 hade som lägst ett lufttryck i ögat (d.v.s. ovädrets centrum) på endast 872 millibar. Det är (näst tyfonen Tip) det lägsta lufttryck som någonsin registrerats i en tropisk cyklon. Uppgifterna om hur hög högsta medelvinden var varierar något men anges officiellt till 85 m/s (306 km/h). 
Vindstyrkorna i "Keith" är bland de allra högsta som någonsin registrerats i en tropisk cyklon. Vindstyrkor är mycket svåra att mäta när det handlar om så extremt höga värden men troligen hade tyfonen maximala vindbyar på över 100 m/s (över 360 km/h), drygt 3 gånger gränsen för orkan (33 m/s, 118 km/h). Åskmolnen i ovädret nådde en höjd på nästan 17 km, extremt mycket även för en tropisk cyklon.
Lyckligtvis gjorde tyfonen aldrig "landfall", dvs ögat nådde aldrig land, och därför orsakade ovädret inga dödsoffer. Efter att ha passerat norr om Guam (som dock fick rejäl känning och en del materiella skador) i Marianerna svängde ovädret av åt norr och mattades efterhand.  